# Kneippärztebund
Der Ärztegesellschaft für Präventionsmedizin und klassische Naturheilverfahren Kneippärztebund e. V. (bis 2002: Kneippärztebund e. V.) ist ein Ärzteverband und eine medizinische Fachgesellschaft. Der Kneippärztebund widmet sich der Forschung, Lehre und Qualitätssicherung im Bereich der traditionellen europäischen Naturheilverfahren. Er ist benannt nach Sebastian Kneipp und hat seinen Sitz in Bad Wörishofen, dem ehemals kleinen Dorf Wörishofen, wo Kneipp ab 1855 lebte und arbeitete. Er ist nicht zu verwechseln mit dem Kneipp-Bund, einem Dachverband zur Förderung der Kneipp-Therapie. Sitz und Geschäftsstelle des Kneippärztebundes ist Bad Wörishofen.

## Geschichte

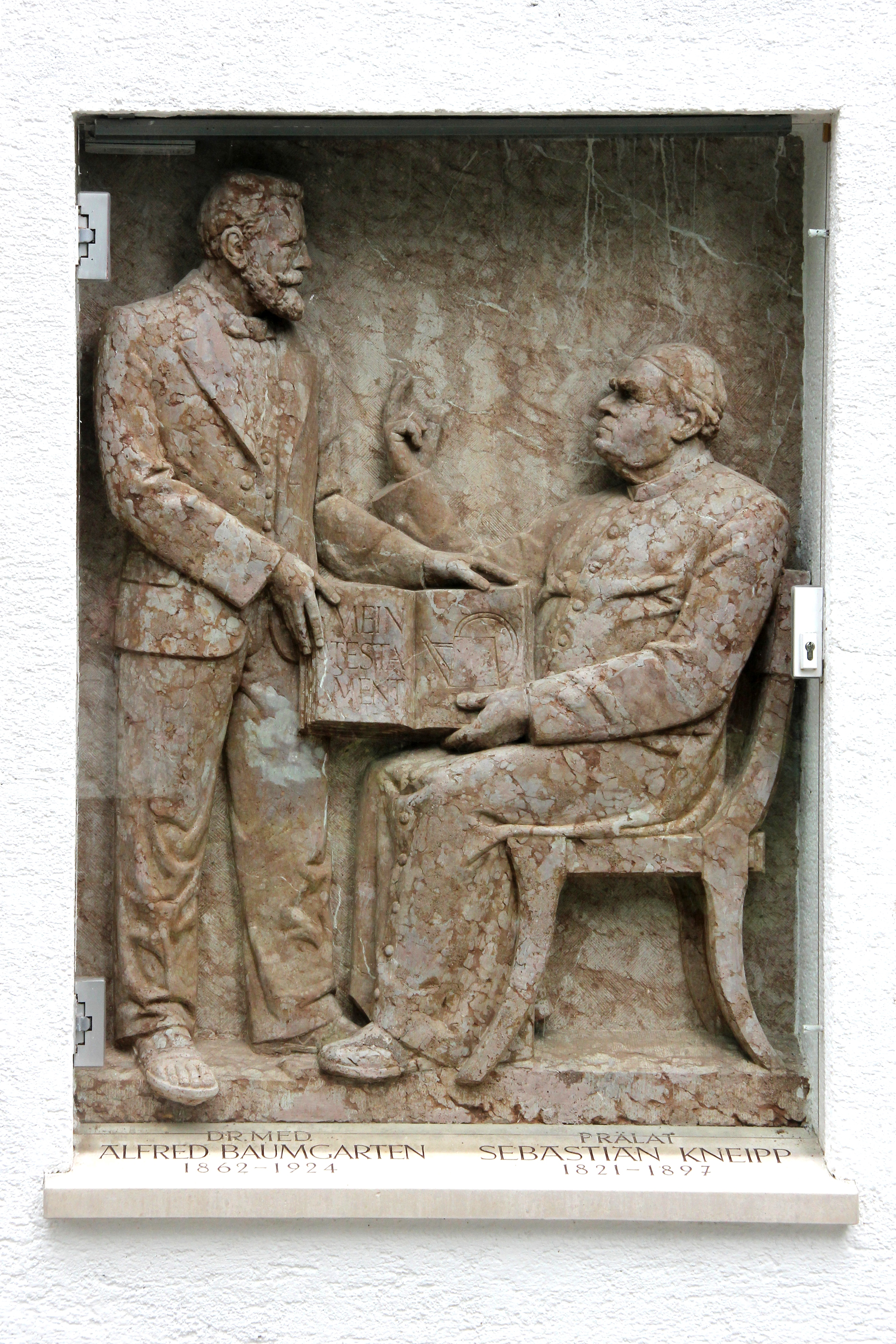
Alfred Baumgarten und Sebastian Kneipp, Relief in Bad Wörishofen

Spätestens seit den 1890er Jahren strebte Sebastian Kneipp eine Professionalisierung seiner Heilmethoden an. Pfarrer Kneipp wünschte sich, dass seine Methode von Ärzten aufgegriffen und erforscht würde (siehe Vorwort zu „Meine Wasserkur“). 1884 hielten Kneipp und der Chirurg Bernhuber aus Türkheim die ersten gemeinsamen Sprechstunden ab. 1889 folgte der Mediziner Kleinschrod aus Schlingen als erster Badearzt.

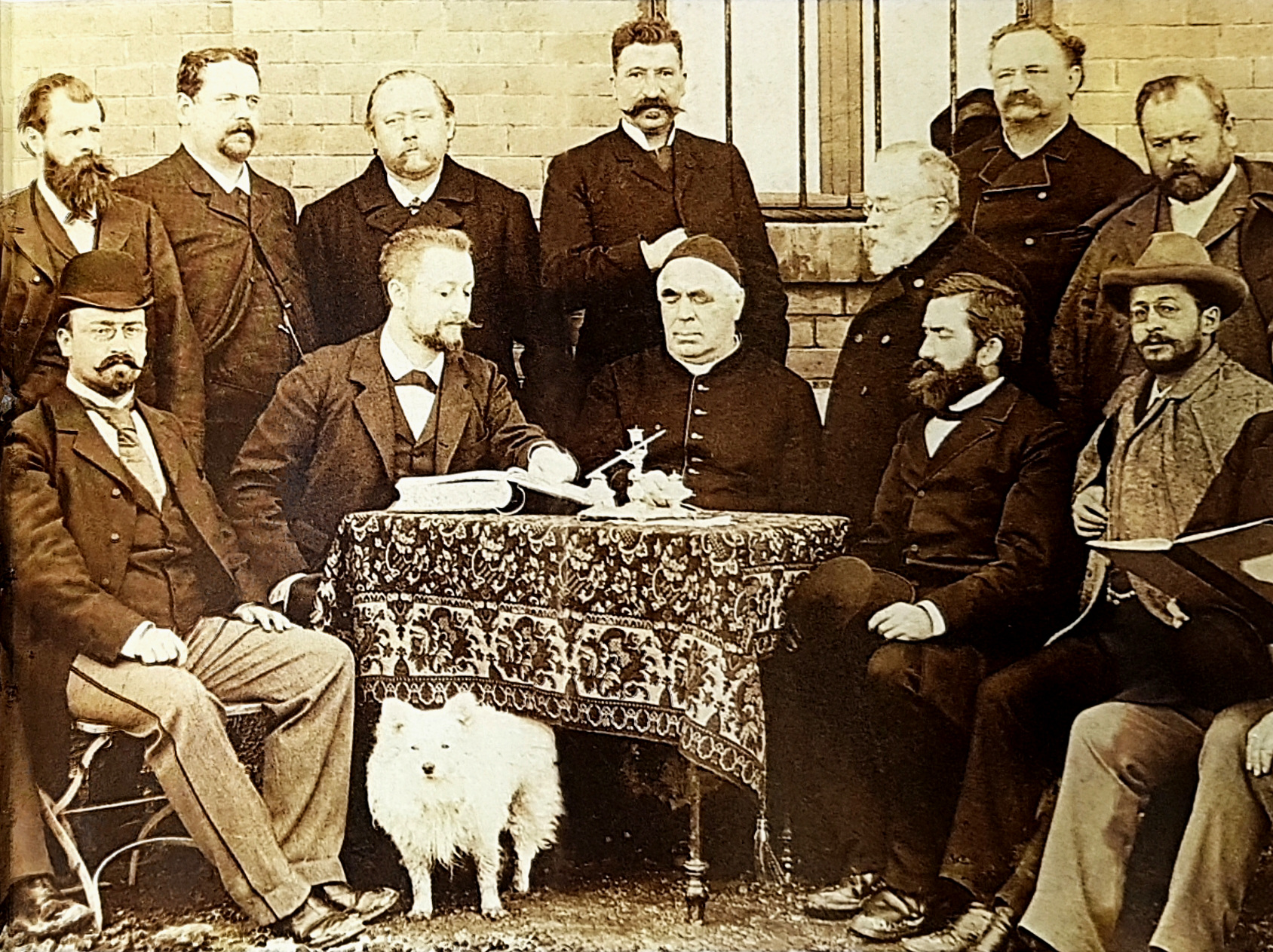
Gründungsversammlung des Kneippärztebunds am 2. Februar 1894

Kneipp selbst und ein enger Mitarbeiter, der Arzt Alfred Baumgarten, initiierten deshalb den „Internationalen Kneippschen Ärzteverein“. Die Gründung erfolgte am 2. Februar 1894 in Anwesenheit von Sebastian Kneipp, der den Ehrenvorsitz übernahm. Dem Gründungskomitee gehörten auch Ärzte aus Österreich, Ungarn, der Schweiz, den Niederlanden, England und Polen an.
In den ersten Statuten wurden als Ziele genannt: einen festen Zusammenschluss der Ärzte Kneippscher Richtung anzustreben, durch Schaffung eines Vereins-Organs den Ärzten Gelegenheit zu geben, ihre Erfahrungen zu veröffentlichen und zur Diskussion zu stellen, die wissenschaftliche Vertretung des Kneippschen Heilverfahrens zu bilden.
Der Verein entwickelte sich rasch. Alfred Baumgarten wurde ärztlicher Leiter des Kneippianums und veröffentlichte in der Folgezeit erste wissenschaftliche Untersuchungen über die Wirkung der Hydrotherapie. Aus frühen Aufzeichnungen geht hervor, dass jährlich etwa 150 Ärzte für kürzere oder längere Zeit an Kneipps Sprechstunde teilnahmen, um sich einen Eindruck zu verschaffen oder sich fortzubilden, darunter auch internationale Teilnehmer. Bis zum Ersten Weltkrieg entstanden nicht nur in Deutschland, sondern auch im Ausland zahlreiche Kneippsche Kuranstalten unter ärztlicher Leitung. Im Jahr 1933 verlor der Kneipp-Ärztebund seine Eigenständigkeit und wurde Teil des nationalen Volksgesundheitsbunds.
1948 erfolgte die Neugründung unter Paul Baumgarten, dem Sohn des ersten Vorsitzenden. 1970 fasste der damalige Vorsitzende des Kneippärztebundes, Josef Kaiser, die Prinzipien der Kneipp’schen Komplextherapie in den sogenannten fünf Säulen zusammen: Hydrotherapie, Physiotherapie, Ernährungstherapie, Phytotherapie und Ordnungstherapie.
In den folgenden Jahrzehnten entwickelte sich der Kneippärztebund zu einem etablierten Anbieter ärztlicher Weiterbildung. 1972 wurde in Zusammenarbeit mit dem Institut für Medizinische Balneologie und Klimatologie der Ludwig-Maximilians-Universität München ein Forschungsinstitut gegründet.
Im Jahr 2001 wurde mit Unterstützung des Kneippärztebundes das Europäische Gesundheitszentrum für klassische Naturheilverfahren gegründet. 2002 änderte der Kneippärztebund programmatisch seinen Namen in Ärztegesellschaft für Präventionsmedizin und klassische Naturheilverfahren, Kneippärztebund e. V. Wissenschaftlicher Leiter wurde Eberhard Volger. 2009 erfolgte die Einrichtung einer Kneipp-Stiftungsprofessur an der Charité.

## Tätigkeit und Aufgaben
Neben der Förderung der Forschung zur Kneipp-Medizin gehören die klassischen (d. h. evidenzbasierten) Naturheilverfahren zu den inhaltlichen Schwerpunkten des Kneippärztebundes. Schnittstellen ergeben sich zu den Fachgebieten Integrative Medizin, Kurortmedizin, Physikalische Therapie, Ernährung und Phytotherapie. Der Kneippärztebund ist zertifizierter Anbieter von ärztlichen Fort- und Weiterbildungen in den Bereichen Naturheilverfahren, Ernährungsmedizin, Waldmedizin und psychosomatische Grundversorgung. Mit einem Alter von über 120 Jahren gehört der Kneippärztebund zu den ältesten und traditionsreichsten Ärztegesellschaften in Europa, die sich mit Forschung und Lehre der klassischen Naturheilverfahren befassen.

## Kompetenzzentrum für Waldmedizin und Naturtherapie
Das 2021 gemeinsam mit der LMU gegründete Kompetenzzentrum für Waldmedizin und Naturtherapie setzt Impulse für einen inter- und transdisziplinären wissenschaftlichen Austausch zum Thema Waldmedizin. Es erarbeitet Qualitätsstandards für eine Fort- und Weiterbildung von Waldgesundheitstrainern und Waldtherapeuten.

## Akademische Lehre zu Naturheilverfahren
Der Kneippärztebund fördert seit Langem die Lehre im Rahmen des Medizinstudiums. Bereits 1923 führte die Medizinische Fakultät der LMU München Studentenexkursionen nach Bad Wörishofen durch.
Seit 2003, nach Änderung der Approbationsordnung, wird die Kneippsche Komplexbehandlung als Kernelement der klassischen Naturheilverfahren zusammen mit Physikalischer Medizin und Rehabilitation als Pflichtfach im Medizinstudium gelehrt.